# Процедура Келі — Діксона
Процедура Келі-Діксона (процедура подвоєння) — це рекурсивна процедура побудови алгебр над полем дійсних чисел, з подвоєнням розмірності на кожному кроці.
Дана процедура дозволяє визначити комплексні числа, кватерніони, октави, седеніони і т.д.
Також використовується в теоремі Гурвіца для знаходження всіх нормованих алгебр з одиницею.

## Кватерніони
Довільний кватерніон {\displaystyle \ q=a+bi+cj+dk} 
можна представити у вигляді {\displaystyle \ q=(a+bi)+(c+di)j}
або {\displaystyle \ q=z_{1}+z_{2}j,\quad z_{1}=a+bi,\quad z_{2}=c+di,}
де {\displaystyle \ z_{1},z_{2}} — комплексні числа.
Позначимо ще один кватерніон як 
{\displaystyle \ r=w_{1}+w_{2}j.}
Перемноживши кватерніони, отримаємо:
{\displaystyle \ qr=(z_{1}+z_{2}j)(w_{1}+w_{2}j)=z_{1}w_{1}+z_{1}w_{2}j+z_{2}jw_{1}+z_{2}jw_{2}j} — дужки розкрили, бо множення кватерніонів асоціативне.
Оскільки {\displaystyle \ zj=j{\bar {z}},\;zw=wz,}
то переставимо множники і отримаємо:
{\displaystyle \ qr=(z_{1}w_{1}-{\bar {w_{2}}}z_{2})+(w_{2}z_{1}+z_{2}{\bar {w_{1}}})j.}
Отже кватерніони можна визначити як вирази, виду {\displaystyle \ z_{1}+z_{2}j}, що задовільняють формулу множення, що збігається з формулою множення комплексних чисел.

## Загальний випадок
Якщо для деяких чисел {\displaystyle \ a} та {\displaystyle \ b} існують поняття: множення, ділення, спряженого числа і норми числа як {\displaystyle \ |a|^{2}=a{\bar {a}},}
то ці поняття можна ввести і для впорядковиних пар чисел {\displaystyle \ (a,b)}:
- {\displaystyle \ (a,b)(c,d)=(ac-{\bar {d}}b,da+b{\bar {c}})} — закон множення пар,
- {\displaystyle \ {\overline {(a,b)}}=({\bar {a}},-b)} — спряжена пара.

### Властивості
- Норма впорядкованої пари:

{\displaystyle \ |(a,b)|^{2}=(a,b){\overline {(a,b)}}=(a,b)({\bar {a}},-b)=(a{\bar {a}}+b{\bar {b}},ba-ba)=(|a|^{2}+|b|^{2},0)=|a|^{2}+|b|^{2}} — рівна нулю тільки при a=b=0.
- Ділення {\displaystyle \ r/q} визначається як {\displaystyle \ {\frac {{\bar {r}}q}{|q|^{2}}}} чи {\displaystyle \ {\frac {q{\bar {r}}}{|q|^{2}}}} — отже з попередньої властивості випливає відсутність дільників нуля.
- Якщо для чисел виконується {\displaystyle \ {\overline {ab}}={\bar {b}}\cdot {\bar {a}},} то це виконується і для впорядкованих пар:

{\displaystyle \ {\overline {(a,b)(c,d)}}=({\bar {c}}{\bar {a}}-{\bar {b}}d,-da-b{\bar {c}})=({\bar {c}},-d)({\bar {a}},-b)={\overline {(c,d)}}\cdot {\overline {(a,b)}}.}
- Якщо для впорядкованих пар виконується попередня умова та умова альтернативності, то вони утворюють нормовану алгебру, оскільки:

{\displaystyle \ |rq|^{2}=(rq){\overline {(rq)}}=(rq)({\bar {q}}{\bar {r}})=r(q{\bar {q}}){\bar {r}}=|r|^{2}\cdot |q|^{2}.}

## Узагальнення Шафера
Всі попередні формули будували гіперкомплексні системи з квадратом уявної одиниці рівним (-1). Але при створенні пар можна брати числа що мають квадрат уявної одиниці рівним як (+1) так і (-1) і змінювати закон множення пар (дивись Алгебри Кліффорда).